# کمنش‌کاپولنا
کِمِنِش‌کاپولنا (به مجاری:  Kemeneskápolna) یک شهرداری در مجارستان است که در واش واقع شده‌است. کِمِنِش‌کاپولنا ۴٫۹۷ کیلومتر مربع مساحت و ۸۷ نفر جمعیت دارد و ۱۲۹ متر بالاتر از سطح دریا واقع شده‌است.